# Basset artésien normand
Der Basset artésien normand ist eine von der FCI anerkannte französische Hunderasse 
(FCI-Gruppe 6, Sektion 1.3, Standard Nr. 34).

## Beschreibung
Der Basset artésien normand ist für seine Größe (bis 36 cm) sehr lang. Das Haar ist kurz, dicht anliegend aber nicht zu fein, in den Farben falbfarben mit schwarzem Mantel und Weiß (dreifarbig) oder falbfarben mit Weiß (zweifarbig). Die Ohren sind so tief als möglich angesetzt, niemals oberhalb der Augenlinie; dünn, sehr lang, mindestens so lang wie der Fang, vorzugsweise in einer Spitze endend. Sein direkter Vorfahre ist der Basset d’Artois, der in dieser Rasse aufging und heute als ausgestorben gilt.

## Verwendung
Wie alle Bassets ist er ein Hund zur Jagd auf Niederwild. Durch seine kurzen Läufe sind Dickichte für ihn kein Problem. Er jagt mit Spurlaut, also bellend, alleine oder in einer Gruppe. Er ist sehr robust und wird oft auch als Begleithund gehalten.